# Precisió lèxica
La precisió lèxica consisteix a fer servir el vocabulari precís i correcte en el context adequat, evitant la utilització de mots repetitius, mots massa genèrics, etc.
Les paraules han d'usar-se amb la màxima propietat i precisió possibles; amb el seu significat o sentit peculiar, de manera que existeixi una correspondència biunívoca entre aquests i el concepte que amb ells es vol expressar (propietat lèxica); i amb concisió i exactitud rigorosa, és a dir, expressant els conceptes que signifiquen amb brevetat i economia de mitjans. I així, per exemple, les paraules agarrar, atrapar, sostenir, subjectar i enxampar inclouen totes la idea d'agafar; però cadascuna d'elles oferix matisos clarament diferenciats, el que fa que no sempre siguin intercanviables unes per unes altres; tal com pot comprovar-se a continuació:
Haurà de dir-se "sostenir una safata", si el que amb sostenir es vol significar és "tenir agafada una cosa evitant que caigui"; i, en aquest context, resultaria inadequat l'ús de qualsevol dels altres vocables sinònims d'agafar abans ressenyats (agarrar, atrapar, subjectar, enxampar). En canvi, enxampar pot reemplaçar-se per agarrar, amb el sentit de "contreure certes malalties o començar a padaecer certs estats", en els contextos "Va enxampar una pulmonia", "Va enxampar una rabieta"; i, igualment, amb el significat de "sobrevenir a algú alguna cosa, agafar-lo desprevingut, sorprendre'l", en els contextos "La malaltia em va enxampar sense diners", "La nit ens va enxampar en la forest".